# Markus Jahn (Basketballspieler)
Markus Jahn (* 24. April 1972) ist ein ehemaliger deutscher Basketballspieler.

## Werdegang
Der 2,07 Meter große Jahn, der auf der Innenposition zum Einsatz kam, spielte beim MTV Kronberg, zur Saison 1996/97 wechselte er zum Zweitligisten TV Langen. 1997 folgte der Schritt in die Basketball-Bundesliga, als Jahn Mannschaftsmitglied des MTV Gießen wurde und dort unter Trainer Stefan Koch spielte. In der Saison 1998/99 gelang ihm mit den Mittelhessen als Tabellensiebter der Hauptrunde der Einzug ins Bundesliga-Achtelfinale, hier schied man gegen Ulm aus. Jahn wurde in diesem Spieljahr beim MTV in zehn Bundesliga-Begegnungen eingesetzt und brachte es auf 2,3 Punkte sowie 1,3 Rebounds je Begegnung. Nach seiner zweijährigen Bundesliga-Zeit in Gießen spielte er bei Eintracht Frankfurt in der 2. Bundesliga Süd.